# Psychopsis insolens
Psychopsis insolens is een insect uit de familie van de Psychopsidae, die tot de orde netvleugeligen (Neuroptera) behoort. 
Psychopsis insolens is voor het eerst wetenschappelijk beschreven door McLachlan in 1863.